# Bolax vittipennis
Bolax vittipennis är en skalbaggsart som beskrevs av François Louis Nompar de Caumont de Laporte 1840. Bolax vittipennis ingår i släktet Bolax och familjen Rutelidae. Inga underarter finns listade.